# Rewrite Original SoundTrack
<Rewrite Original Soundtrack>(리라이트 오리지널 사운드트랙)은 Key Sounds Label로부터 발매된 사운드트랙.

## 개요
PC 게임 「리라이트」의 사운드 트랙. Rewrite 게임중에서 사용된 BGM에 맞추어 각 테마 송의 풀 코러스판에 가세한 전63곡을 수록. 오리토는 본작의 악곡을 제작하는데 있어서, 도노카와를 이미지한 곡을 들으면서 내용을 굳히는 수법을 취했다.

## 수록곡
굵은 글씨는 보컬곡

### Disc1
1. Philosophyz
  - 작사: 도노카와 유토, 작곡: 오리토 신지, 편곡: MintJam, 노래: 미즈타니 류나
2. 나그네
  - 「이동의 시」와「CANOE」의 인스트곡
  - 작곡: 마에다 준, 편곡: ANANT-GARDE EYES
3. 초목이 싹터
  - 작곡・편곡: 미즈쓰키 료
4. Fertiliser
  - 작곡: 오리토 신지, 편곡: 이우치 춤추는 소녀
5. 화뇌
  - 작곡・편곡: 이우치 춤추는 소녀
6. 과실
  - 작곡・편곡: 물과 달능
7. Raised Bed
  - 작곡・편곡: 물과 달능
8. 니린소우
  - 작곡・편곡: 호소이 사토시사
  - 히로인・코베 작은 새의 테마곡.
9. 아사가오
  - 작곡・편곡: 이우치 춤추는 소녀
  - 히로인・봉치는이나의 테마곡.
10. 안스리움
  - 작곡・편곡: 물과 달능
  - 히로인・천리주음의 테마곡.
11. 카네이션
  - 작곡: 오리토 신지, 편곡: 이우치 춤추는 소녀
  - 히로인・나카츠 시즈루의 테마곡.
  - 「연가」와「연애 편지」의 인스트곡
12. 산브라이트
  - 작곡: 오리토 신지, 편곡: MintJam
  - 히로인・코노하나 루치아의 테마곡.
13. 데이지
  - 작곡・편곡: 이우치 춤추는 소녀
  - 히로인・구의 테마곡.
14. Honesty
  - 작곡: 오리토 신지, 편곡: 이우치 춤추는 소녀
  - 「속이지 않는 너에게」의 인스트곡
15. 심층 삼림
  - 작곡・편곡: 이우치 춤추는 소녀
16. Exploration
  - 작곡・편곡: 오리토 신지
17. 동토
  - 작곡・편곡: 호소이 사토시사
18. 갈반병
  - 작곡・편곡: 호소이 사토시사
19. 와타보시
  - 작곡・편곡: 이우치 춤추는 소녀
20. DIS is a Pain
  - 작곡・편곡: 오리토 신지
21. Eruptible
  - 작곡・편곡: 오리토 신지
22. 어둠의 저쪽에
  - 작사・작곡・편곡: 츠카고에 유이치랑, 노래: 미즈타니 류나

### Disc 2
1. Rewrite 
  - 작사・작곡: YOFFY, 편곡: 오오이시 켄이치로우, 노래: 사이킥 러버
2. Retribution
  - 작곡・편곡: 오리토 신지
3. Potted One
  - 작곡・편곡: 이우치 춤추는 소녀
4. YO-SHI-NO
  - 작곡・편곡: 오리토 신지
5. Sorrowless
  - 작곡: 오리토 신지, 편곡: 이우치 춤추는 소녀
6. 요엽
  - 작곡: 오리토 신지, 편곡: 이우치 춤추는 소녀
7. 산화
  - 작곡・편곡: 물과 달능
8. 환경
  - 작곡・편곡: 물과 달능
9. 베어
  - 작곡・편곡: 이우치 춤추는 소녀
10. Scene of Carnage
  - 작곡・편곡: 이우치 춤추는 소녀
11. Scene of Carnage Aggressiveness
  - 작곡・편곡: 이우치 춤추는 소녀
12. Phobic
  - 작곡・편곡: 호소이 사토시사
13. Phobia
  - 작곡・편곡: 호소이 사토시사
14. Scene Shifts There
  - 작곡・편곡: 물과 달능
15. 패배병
  - 작곡・편곡: 호소이 사토시사
16. 고사
  - 작곡・편곡: 호소이 사토시사
17. Finale
  - 작곡・편곡: 이우치 춤추는 소녀
18. Reply
  - 작곡: 오리토 신지, 편곡: 물과 달능
19. Toxoplasma
  - 작곡・편곡: 호소이 사토시사
20. 소득
  - 작곡・편곡: 물과 달능
21. Philosophy of Ours
  - 작곡: 오리토 신지, 편곡: Manack
22. Philosophy of Yours
  - 작곡・편곡: 오리토 신지
  - 「Philosophyz」의 인스트곡
23. Exploration2 Symphonic
  - 작곡: 오리토 신지, 편곡: Manack

### Disc 3
1. Philosophyz -GT Ver.-
  - 작곡: 오리토 신지, 편곡: MintJam
  - 「Philosophyz」의 인스트곡
2. Rewrite (instrumental)
  - 작곡: YOFFY, 편곡: 오오이시 켄이치로우
  - 「Rewrite」의 인스트곡
3. Remembrance
  - 작곡: 오리토 신지, 편곡: Manack
4. 대지
  - 작곡・편곡: 호소이 사토시사
5. Radiance
  - 작곡・편곡: 호소이 사토시사
6. 연가(恋歌)
  - 작사: 도노카와 유토, 작곡: 오리토 신지, 편곡: MANYO·노래: 야나기나기
  - 삽입노래.
7. 연문(恋文)
  - 작사: 도노카와 유토, 작곡: 오리토 신지, 편곡: MANYO·노래: 야나기나기
  - 나카츠 시즈루 엔딩 테마.
8. 거짓 없는 너에게(偽らない君へ)
  - 작사: 용기사07, 작곡: 오리토 신지, 편곡: 모리후지 아키라사·노래: 야나기나기
  - 천리주음 엔딩 테마·삽입곡
9. 이동의 시
  - 작사・작곡: 마지준, 편곡: ANANT-GARDE EYES, 노래: 타다 아오이
  - MOON편의 삽입노래.
10. CANOE
  - 작사: 마지준・타나카 로미오, 작곡: 마지준, 편곡: ANANT-GARDE EYES, 노래: 타다 아오이
  - TERRA편의 엔딩 테마
11. 데이지-orgel ver. -
  - 작곡: 이우치 춤추는 소녀, 편곡: 도응만
12. Philosophyz -game size ver.-
  - 작사: 도내하하야토, 작곡: 오리토 신지, 편곡: MintJam, 노래: 미즈타니 류나
13. Rerwite -game size ver.-
  - 작사・작곡: YOFFY, 편곡: 오오이시 켄이치로우, 노래: 사이킥 러버
14. 어둠의 저쪽에—game size ver. -'
  - 작사・작곡・편곡: 츠카고에 유이치랑, 노래: 미즈타니 류나
15. 연문-game size ver. -
  - 작사: 도노카와 유토, 작곡: 오리토 신지, 편곡: MANYO·노래: 야나기나기
16. 거짓 없는 너에게—game size ver. -
  - 작사: 용기사07, 작곡: 오리토 신지, 편곡: 모리후지 아키라사·노래: 야나기나기
17. Bonus Track~멸망해의 노래~
  - 작곡: 오리토 신지
18. Bonus Track~루치아 착신음~
  - 작곡: 오리토 신지